# Parc de la Rivière-du-Moulin
Le parc de la Rivière-du-Moulin est un parc public de la ville de Saguenay, au Saguenay–Lac-Saint-Jean, dans la province de Québec, au Canada.

## Description
Ce parc récréo-touristique s'étend sur la rive ouest de la rivière du Moulin à l'est de Chicoutimi. Il est délimité à l'ouest par la rue des Roitelets où se trouve le pavillon d'accueil. Des agrandissements en aval de la rivière sont en cours,.
Les activités proposées, dans des sentiers balisés en terrain boisé, sont : la marche, le jogging, le vélo de montagne, la pêche, l'interprétation de la nature, la raquette et le ski de fond,.
L'attrait principal est la rivière du Moulin, ses rapides et ses trois chutes : les chutes des Sables, à l'Équerre et du Voile de la mariée.

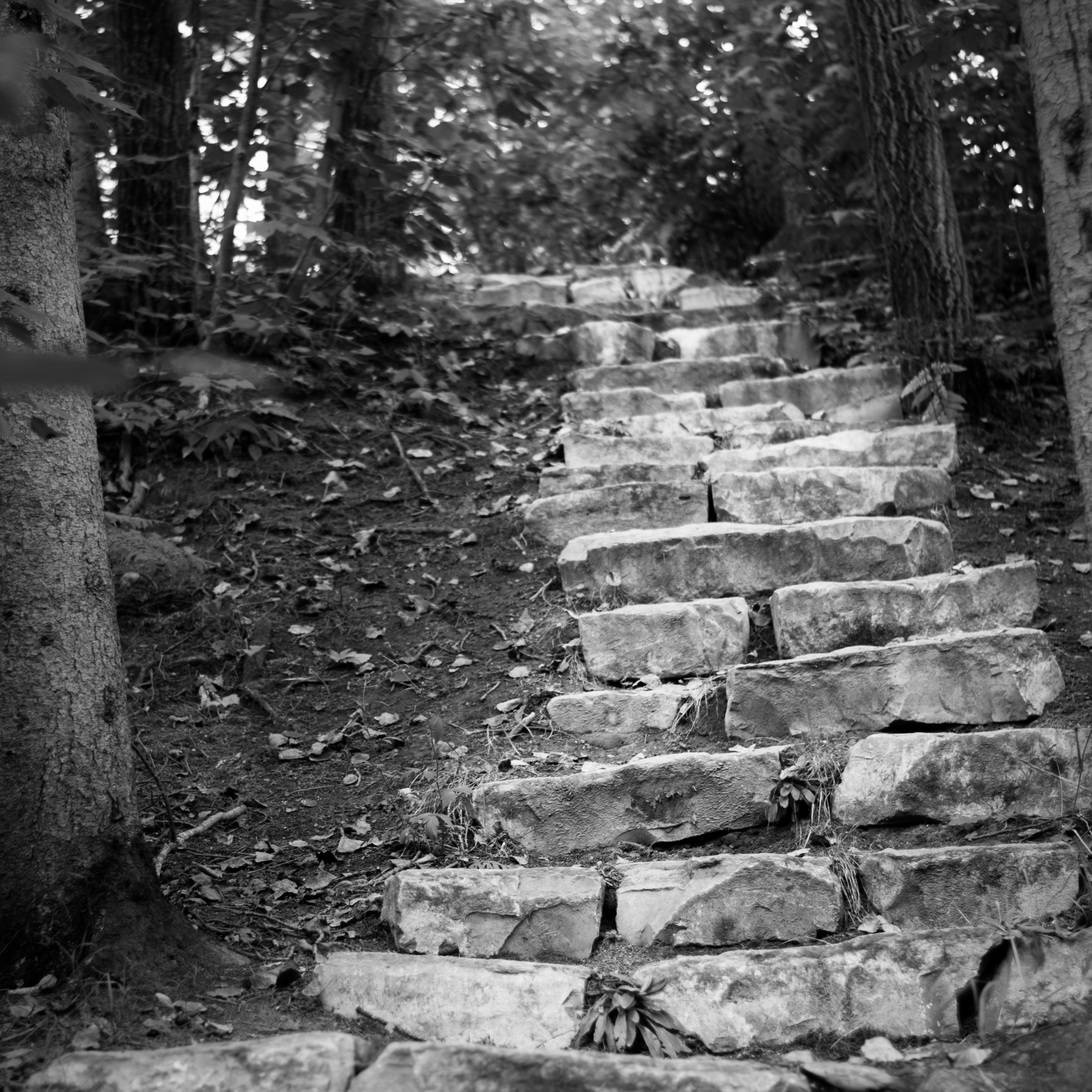
Sentier
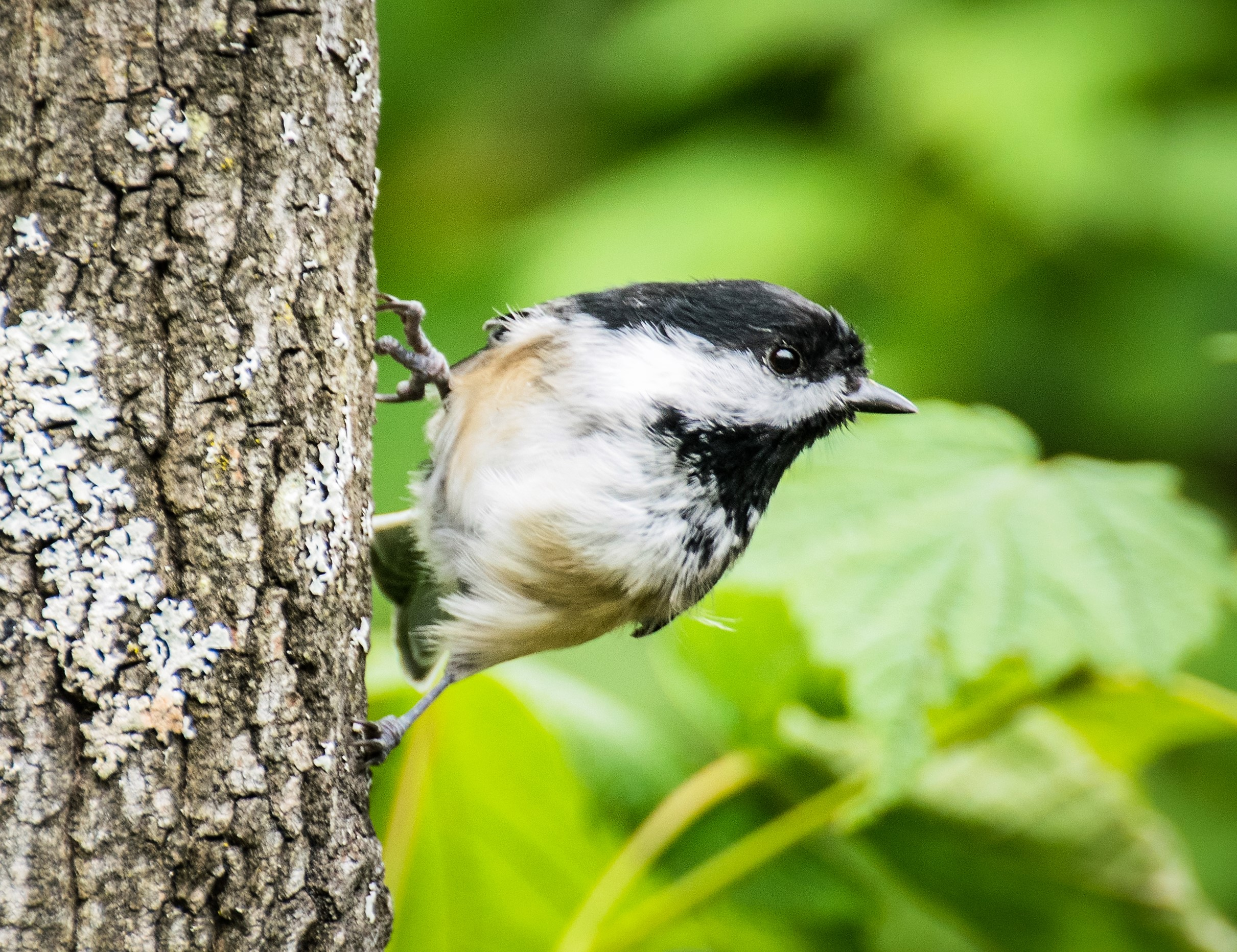
Mésange à tête noire
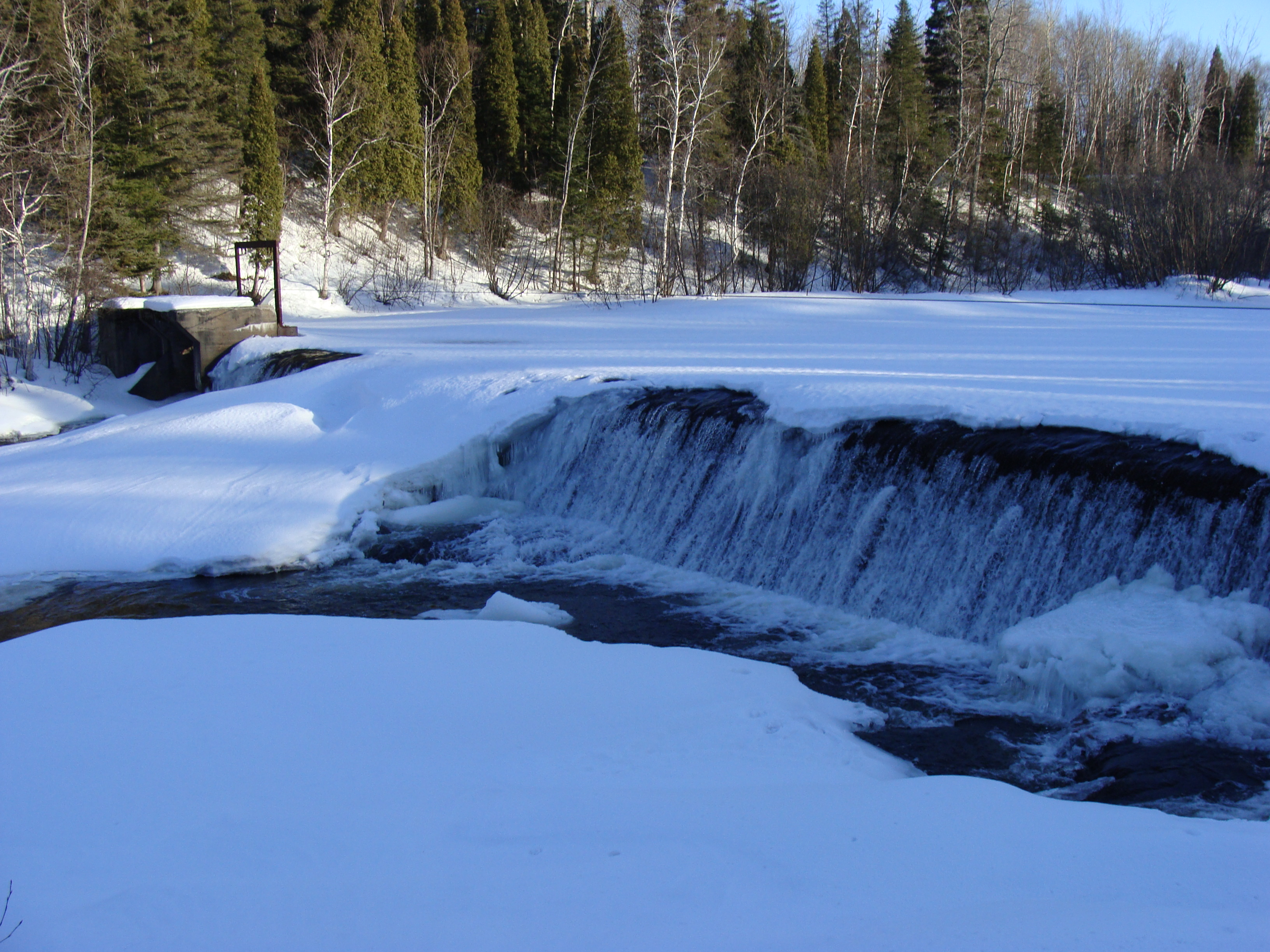
Chute

## Histoire
Les terres où est situé le parc ont été cédées à la ville de Chicoutimi en 1976 par les Sœurs Augustines de l'Hôtel-Dieu de Chicoutimi à la condition d'en préserver la vocation de parc au service de la population. Elles y avaient un ermitage.

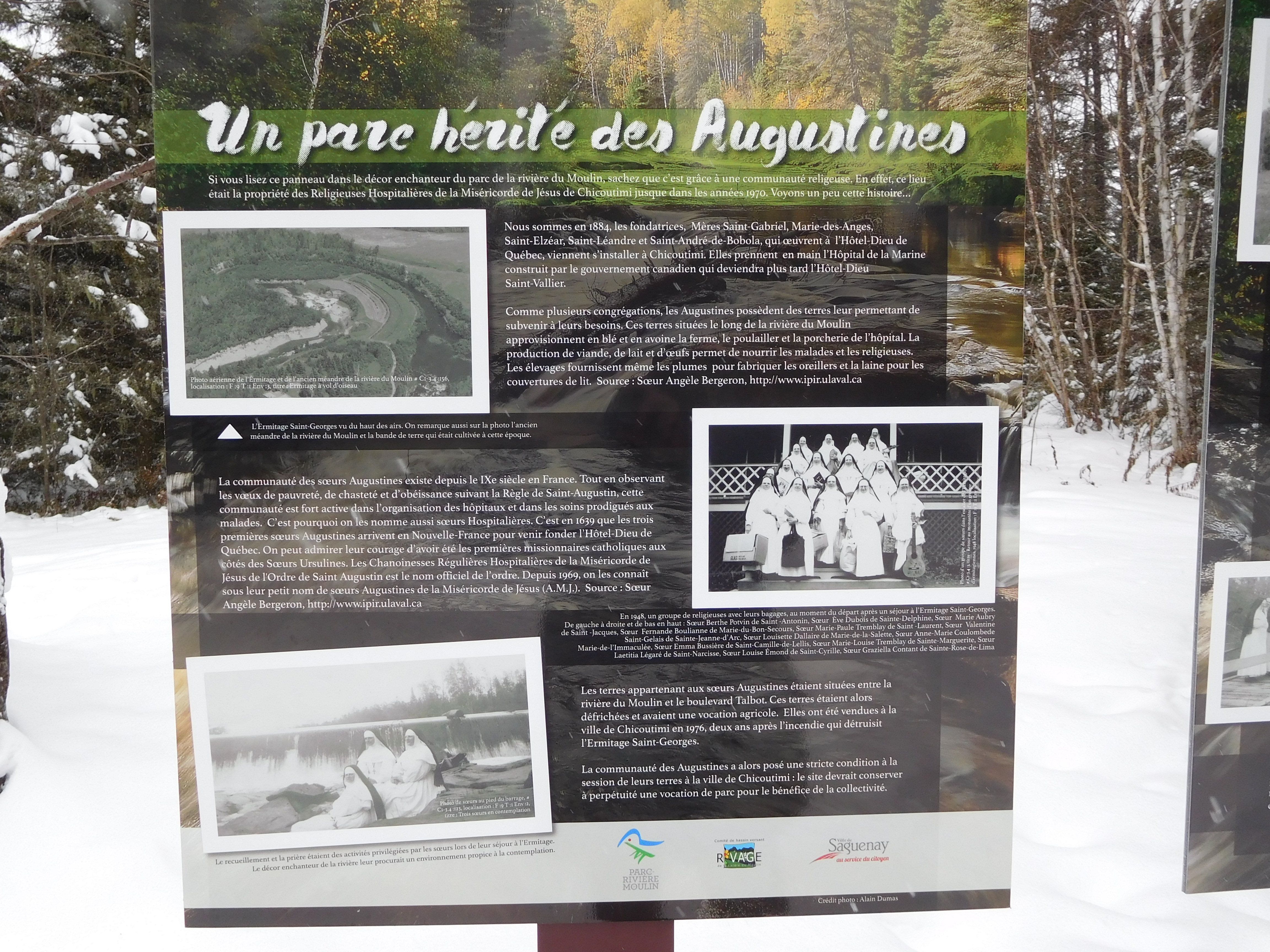
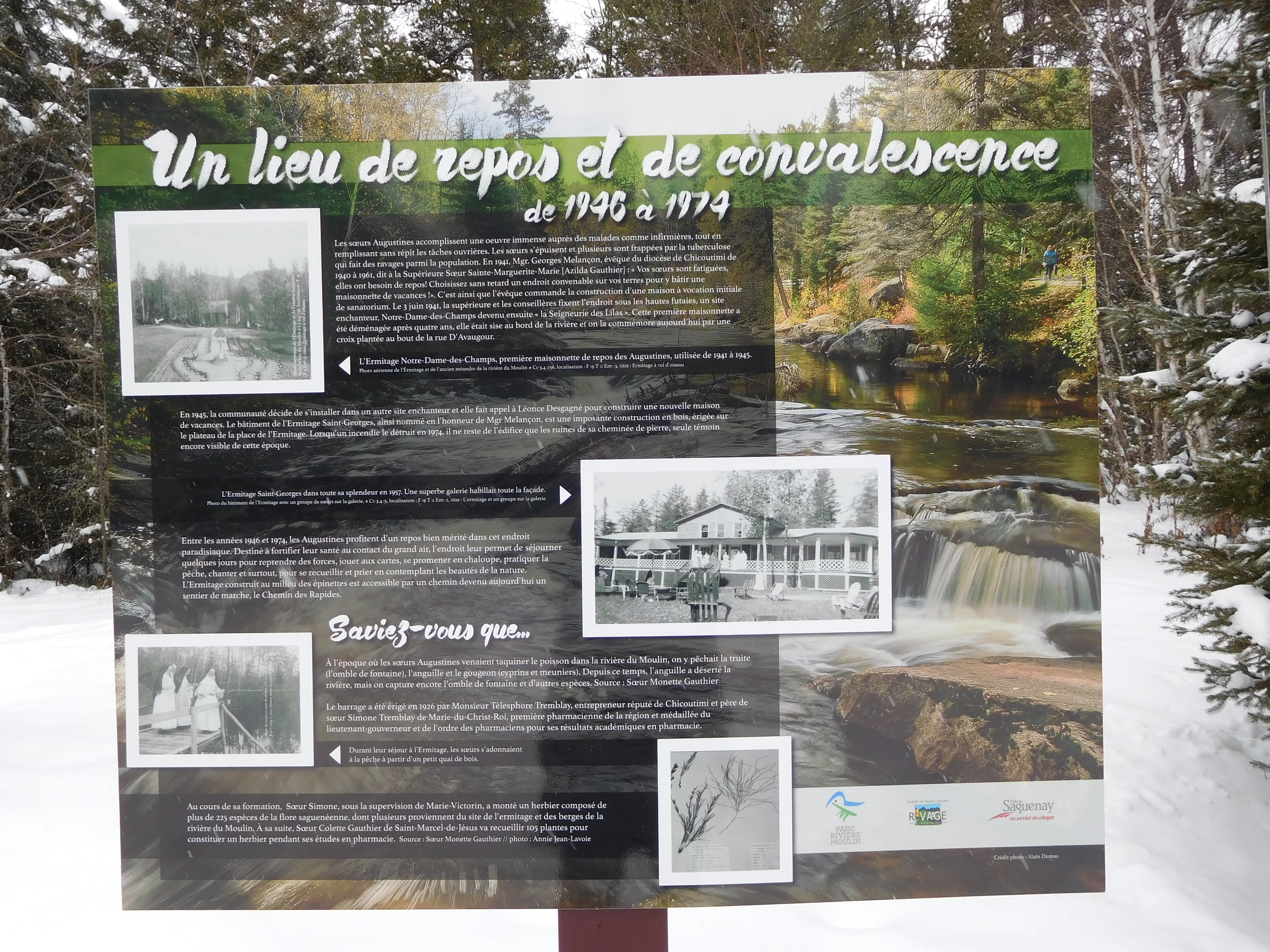
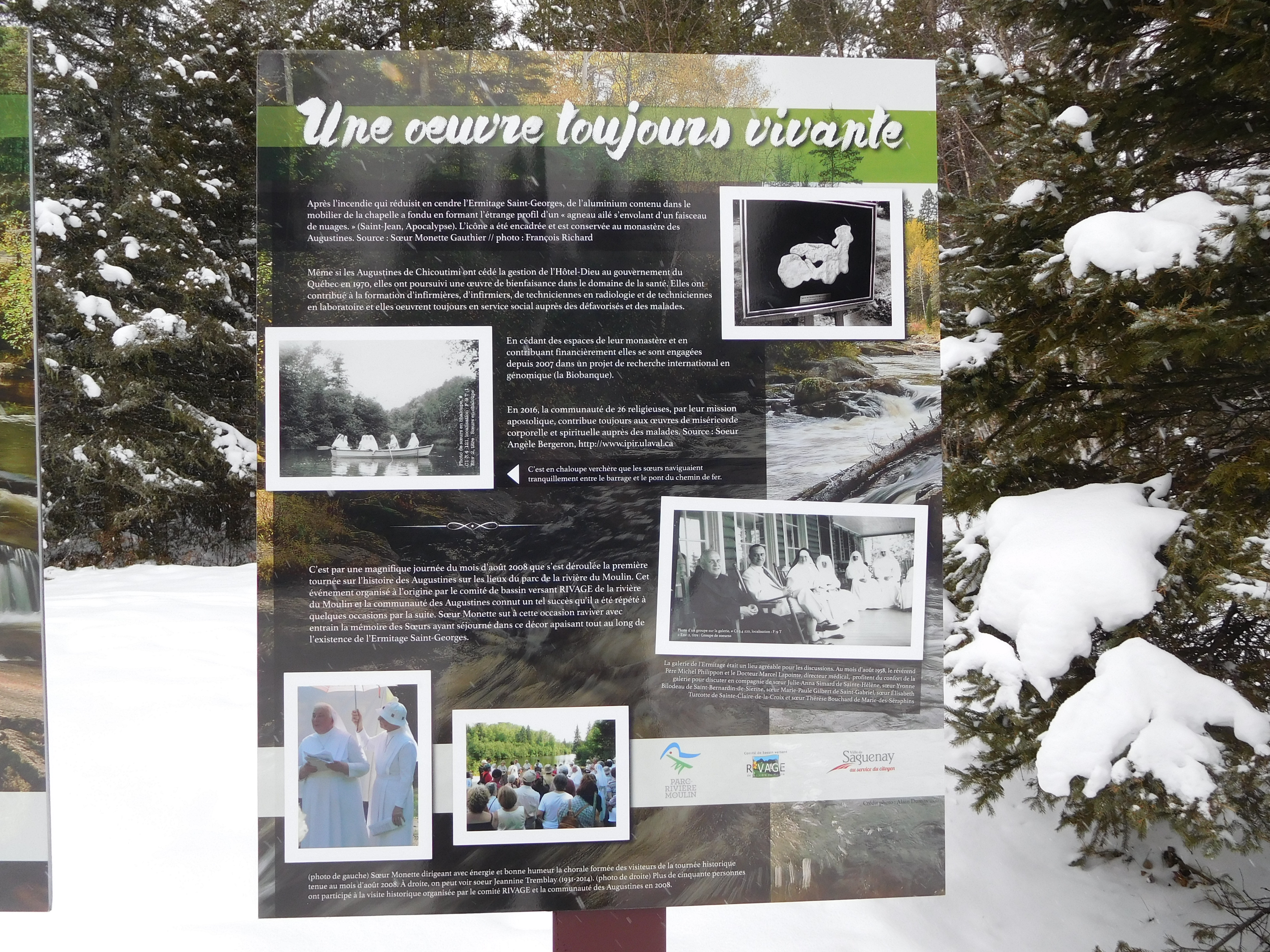

En 1973 est réalisé un premier projet d'aménagement de piste de ski de fond dans le cadre d'un programme fédéral d'aide aux initiatives locales. De 1973 à 1980, la ville de Chicoutimi réalise trois autres plans d'aménagement.
Le pavillon d'accueil est agrandi en 2010.